# Фереова къща
Фереовата или Граматиковата къща (на гръцки: Αρχοντικό Φεραίου, Αρχοντικό Γραμματικού) е възрожденска къща в град Костур, Гърция.

## Местоположение
Къщата е разположена в южната традиционна махала Долца (Долцо).

## История
Къщата е известна и като Граматикова по името на следващия собственик след семейство Фереос. В 1965 година къщата е обявена за защитен паметник на културата.